# A Man's Country
A Man's Country um filme mudo norte-americano em preto e branco do gênero faroeste, dirigido por Henry Kolker. Lançado em 1919, foi protagonizado por Alma Rubens, Alan Roscoe e Lon Chaney.

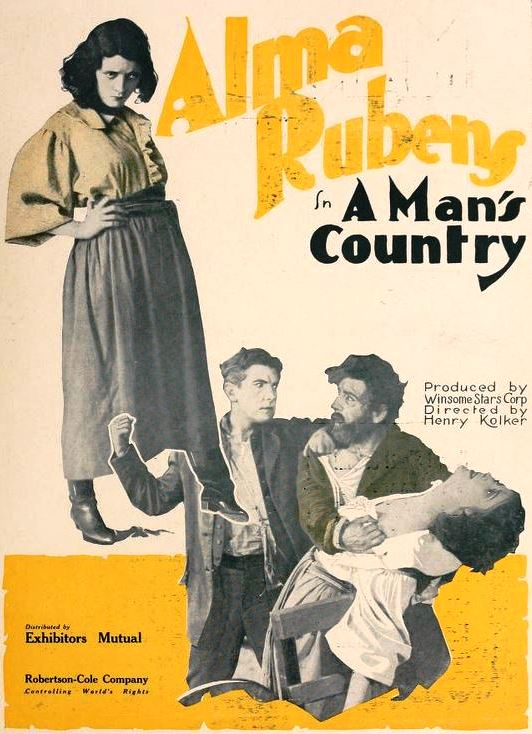
Anúncio do filme